# Conférence des maires des États-Unis
La Conférence des maires des États-Unis (United States Conference of Mayors, USCM), parfois incorrectement appelée Conseil des maires des États-Unis (United States Council of Mayors), est une organisation non partisane qui représente officiellement les villes américaines d'une taille supérieure à 30 000 habitants. Chaque ville est représentée par son maire. Elle prend forme à l'époque de la Grande Dépression, prend de l'ampleur sous le président américain Herbert Hoover et est officiellement fondée lors de la signature de sa charte un peu avant que Franklin Delano Roosevelt ne devienne président des États-Unis.
L'organisation émet des politiques en tant que voix collective des municipalités et de leurs chefs. Des comités et des groupes de travail développent des politiques qui sont votées par l'ensemble des représentants à la Conférence, laquelle fait parvenir celles-ci aux représentants élus du Congrès des États-Unis. Elle organise aussi des études sur les sujets qui touchent les villes américaines, tels les sans-abris et les friches industrielles.